# Randy Jackson (ur. 1961)

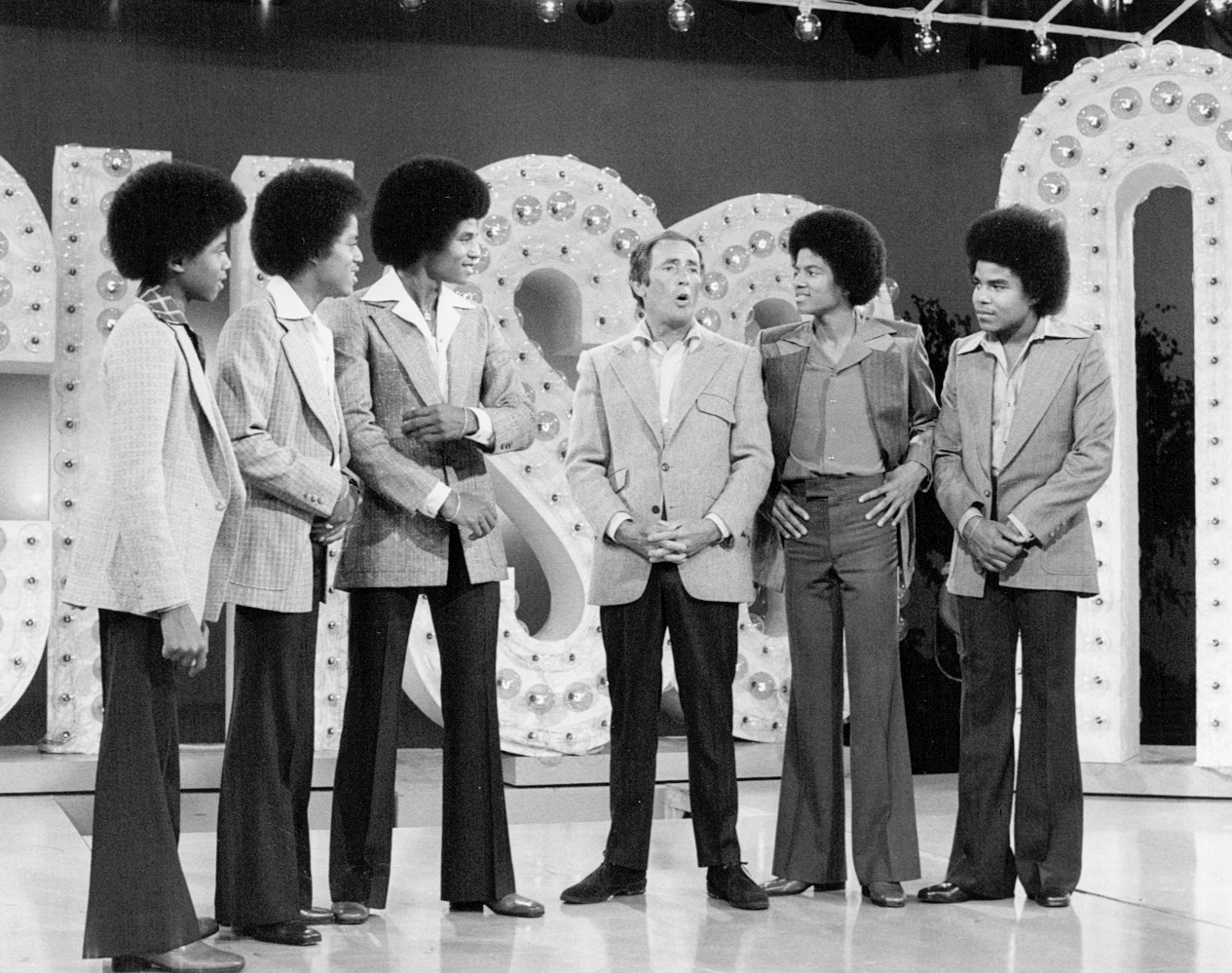
Randy jest pierwszy od lewej

Randy Jackson, właśc. Steven Randall Jackson (ur. 29 października 1961 w Gary) – amerykański piosenkarz i muzyk. Należał do rodzinnego zespołu The Jacksons, oficjalnie od 1975 roku. Nazywano go „Little Randy” - w rodzeństwie młodsza od niego jest tylko siostra Janet. Jego starszym bratem był Michael Jackson. Randy Jackson jest współautorem singla „Shake Your Body” z albumu Destiny. Jego ważne partie wokalne można usłyszeć w takich piosenkach jak „Can You Feel It” z płyty Triumph, „One More Chance” i „The Hurt” z albumu Victory oraz „Nothin'” z longplaya 2300 Jackson Street. Wraz z własnym zespołem wydał płytę Randy and the Gypsys (1989). W 1980 został poważnie ranny w wypadku samochodowym. Jest rozwiedziony. W sumie ma czworo dzieci.
W czerwcu 2010 był hospitalizowany z powodu lekkiego zawału serca.